# Первомайский сельсовет (Нуримановский район)
Первомайский сельсовет — муниципальное образование в Нуримановском районе Башкортостана.
Административный центр — деревня Первомайск.

## История
Согласно «Закону о границах, статусе и административных центрах муниципальных образований в Республике Башкортостан» имеет статус сельского поселения.

## Население
| 2002 | 2009 | 2010 | 2012 | 2013 | 2014 | 2015 |
| ---- | ---- | ---- | ---- | ---- | ---- | ---- |
| 415  | ↘366 | ↘355 | ↘344 | ↘338 | ↘329 | ↘328 |
| 2016 | 2017 | 2018 |      |      |      |      |
| ↘314 | ↘306 | ↘302 |      |      |      |      |

## Состав сельского поселения
| № | Населённый пункт | Тип населённого пункта          | Население |
| - | ---------------- | ------------------------------- | --------- |
| 1 | Первомайск       | деревня, административный центр | ↘306      |